# Cesar Chavez: An American Hero
Pour plus de détails, voir Fiche technique et Distribution.
Cesar Chavez: An American Hero est un film biographique mexico-américain coproduit et réalisé par Diego Luna et sorti en 2014.

## Synopsis
La vie du syndicaliste César Estrada Chávez.

## Fiche technique
- Titre original : Cesar Chavez
- Titre français : Cesar Chavez: An American Hero
- Titre québécois :
- Réalisation : Diego Luna
- Scénario : Keir Pearson
- Direction artistique : Ivonne Fuentes
- Décors : Byron Broadbent
- Costumes : María Estela Fernández
- Photographie : Enrique Chediak (en)
- Son : Frank Gaeta
- Montage : Douglas Crise et Miguel Schverdfinger
- Musique : Michael Brook
- Production : Pablo Cruz, Gael Garcia Bernal, Lianne Halfon, Diego Luna, John Malkovich, Larry Meli, Keir Pearson et Russell Smith
- Société(s) de production : Canana Films et Mr. Mudd
- Société(s) de distribution : Participant Media (USA)
- Budget :
- Pays d’origine :  Mexique et  États-Unis
- Langue originale : Anglais
- Format : couleur -
- Genre : Film biographique
- Durée : 101 minutes
- Date de sortie : 
  - États-Unis : 28 mars 2014

## Distribution
- Rosario Dawson : Dolores Huerta
- America Ferrera : Helen Chávez

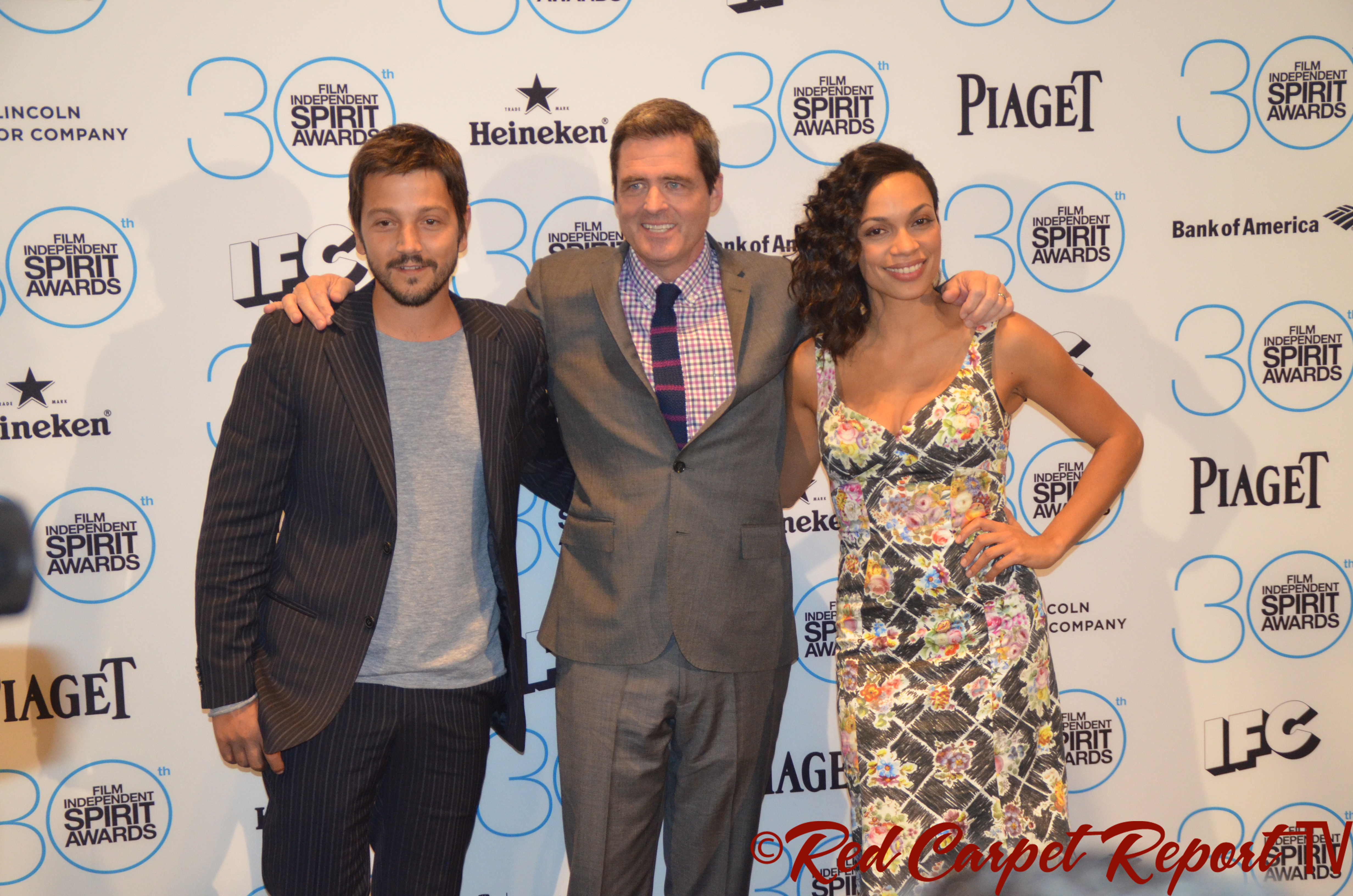
L'actrice Rosario Dawson et le réalisateur Diego Luna aux côtés du président des Film Independant Spirit Awards 2015.

- Michael Peña : César Estrada Chávez
- Gabriel Mann
- Lisa Brenner : Jackie Stringer
- Kevin Dunn : le Dr. Arlo
- Mark Moses : Fred Ross
- Jacob Vargas : Richard Chávez

## Distinctions

### Sélections
- Festival international du film de Saint-Sébastien 2014 : sélection « Pearls »